# Thapsia villosa var. dissecta
Thapsia villosa subsp. dissecta é uma variedade de planta com flor pertencente à família Apiaceae. 
A autoridade científica da variedade é Boiss., tendo sido publicada em Voy. Bot. Espagne 2: 255 (1840).
O seu nome comum é tápsia.

## Portugal
Trata-se de uma variedade presente no território português, nomeadamente em Portugal Continental.
Em termos de naturalidade é nativa da região atrás indicada.

## Protecção
Não se encontra protegida por legislação portuguesa ou da Comunidade Europeia.